# اولف اکبرگ
اولف گونار اِکبرگ (زاده ۶ دسامبر ۱۹۷۰ در گوتنبرگ، سوئد) خواننده، ترانه‌سرا، موسیقی‌دان، تاجر و تهیه‌کننده تلویزیون سوئدی است. وی همچنین با لقبِ بودا شناخته می‌شود و به همراه جوناس برگرن (Joker) و خواهرانِ جوناس، یکی از اعضای مؤسس گروه پاپ سوئدی ایس آو بیس است.
وی پس از تجربهٔ سونامی در پوکت تایلند اقدام به تأسیس صندوق امدادی برای حمایت و فراهم آوردنِ امکانات برای آموزش کودکان و مراقبت از کودکان یتیم نمود.

## چیوند به بیرون
- Ace of Base official website
- Ace of Base biography at music.aol.com
- Ace of Base biography at vh1.com
- Ace of Base biography at music.yahoo.com
- Ace of Base biography at mtv.com
- اولف اکبرگ در بانک اطلاعات اینترنتی فیلم‌ها (IMDb)
- Co-founder of Legion along with Malcolm Crease and Andreas Neumann